# Volta a Catalunya de 1981
La Volta a Catalunya de 1981 va ser 61a edició de la Volta Ciclista a Catalunya. Es disputà en 7 etapes del 3 al 10 de setembre de 1981 amb un total de 1254,5 km. El vencedor final fou l'espanyol Faustino Rupérez de l'equip Zor-Helios-Novostil per davant de Serge Demierre del Cilo-Aufina, i de Marino Lejarreta del Teka.
La segona i la setena etapes estaves dividides en dos sectors. Hi havia dos contrarellotges individuals, una al Pròleg de Platja d'Aro i l'altra al primer sector de la setena l'etapa a Cambrils. D'aquesta edició es recorda especialment l'etapa nocturna pels carrers de Barcelona.
Faustino Rupérez guanyava gràcies a la gran escapada de la cinquena etapa.

## Etapes
| Etapa  | Data           | Ciutats d'etapa                                       | km    | Vencedor de l'etapa | Líder de la general |
| ------ | -------------- | ----------------------------------------------------- | ----- | ------------------- | ------------------- |
| Pròleg | 3 de setembre  | Platja d'Aro – Platja d'Aro (CRI)                     | 3,8   | Daniel Gisiger      | Daniel Gisiger      |
| 1a     | 4 de setembre  | Platja d'Aro – L'Estartit                             | 190,0 | Johan van der Velde | Daniel Gisiger      |
| 2a A   | 5 de setembre  | Torroella de Montgrí – Sant Joan Despí                | 168,0 | Johan van der Velde | Daniel Gisiger      |
| 2a B   | 5 de setembre  | Barcelona – Barcelona                                 | 30,0  | Aad van den Hoek    | Daniel Gisiger      |
| 3a     | 6 de setembre  | Barcelona - Arbúcies                                  | 155,5 | Vicent Belda        | Pere Muñoz          |
| 4a     | 7 de setembre  | Manlleu - Llacs de Tristaina (AND)                    | 180,5 | Johan van der Velde | Pere Muñoz          |
| 5a     | 8 de setembre  | Coll de Nargó - Lleida                                | 179,5 | Serge Demierre      | Faustino Rupérez    |
| 6a     | 9 de setembre  | Lleida – Salou                                        | 184,3 | Guy Janiszewski     | Faustino Rupérez    |
| 7a A   | 10 de setembre | Vilafranca del Penedès – Vilafranca del Penedès (CRI) | 36,9  | Serge Demierre      | Faustino Rupérez    |
| 7a B   | 10 de setembre | Vilafranca del Penedès – Manresa                      | 126,0 | Ludo Peeters        | Faustino Rupérez    |

### Pròleg[1]
03-09-1981: Platja d'Aro – Platja d'Aro, 3,8 km. (CRI):
|   | Ciclista          | Equip       | Temps  |
| - | ----------------- | ----------- | ------ |
| 1 | Daniel Gisiger    | Cilo-Aufina | 5' 17" |
| 2 | Stefan Mutter     | Cilo-Aufina | + 06"  |
| 3 | Alberto Fernández | Teka        | + 06"  |

|   | Ciclista          | Equip       | Temps  |
| - | ----------------- | ----------- | ------ |
| 1 | Daniel Gisiger    | Cilo-Aufina | 5' 17" |
| 2 | Stefan Mutter     | Cilo-Aufina | + 06"  |
| 3 | Alberto Fernández | Teka        | + 06"  |

### 1a etapa[2]
04-09-1981: Platja d'Aro – L'Estartit, 190,0:
|   | Ciclista            | Equip               | Temps      |
| - | ------------------- | ------------------- | ---------- |
| 1 | Johan van der Velde | TI-Raleigh-Creda    | 5h 21' 52" |
| 2 | Serge Demierre      | Cilo-Aufina         | m. t.      |
| 3 | Miguel María Lasa   | Zor-Helios-Novostil | m. t.      |

|   | Ciclista         | Equip               | Temps      |
| - | ---------------- | ------------------- | ---------- |
| 1 | Daniel Gisiger   | Cilo-Aufina         | 5h 27' 09" |
| 2 | Pere Muñoz       | Zor-Helios-Novostil | + 07"      |
| 3 | Marino Lejarreta | Teka                | + 09"      |

### 2a etapa A[3]
05-09-1981: Torroella de Montgrí – Sant Joan Despí, 168,0 km.:
| Resultat de la 2a etapa A \| \| Ciclista \| Equip \| Temps \| \| - \| ------------------- \| ---------------- \| ---------- \| \| 1 \| Johan van der Velde \| TI-Raleigh-Creda \| 4h 40' 37" \| \| 2 \| Jesús Suárez Cueva \| Kelme \| m. t. \| \| 3 \| Noël Dejonckheere \| Teka \| m. t. \| |                     |                  |            |
| | Ciclista            | Equip            | Temps      |
| 1 | Johan van der Velde | TI-Raleigh-Creda | 4h 40' 37" |
| 2 | Jesús Suárez Cueva  | Kelme            | m. t.      |
| 3 | Noël Dejonckheere   | Teka             | m. t.      |

### 2a etapa B[3]
05-09-1981: Barcelona - Barcelona, 30,0 km.:
|   | Ciclista           | Equip            | Temps   |
| - | ------------------ | ---------------- | ------- |
| 1 | Aad van den Hoek   | TI-Raleigh-Creda | 44' 24" |
| 2 | Josep Lluís Laguía | Reynolds         | + 05"   |
| 3 | Jaume Vilamajó     | Kelme            | m. t.   |

|   | Ciclista           | Equip               | Temps       |
| - | ------------------ | ------------------- | ----------- |
| 1 | Daniel Gisiger     | Cilo-Aufina         | 10h 52' 27" |
| 2 | Josep Lluís Laguía | Reynolds            | + 06"       |
| 3 | Pere Muñoz         | Zor-Helios-Novostil | + 07"       |

### 3a etapa[4]
06-09-1981: Barcelona - Arbúcies, 155,5 km.:
|   | Ciclista            | Equip            | Temps      |
| - | ------------------- | ---------------- | ---------- |
| 1 | Vicent Belda        | Kelme            | 4h 17' 10" |
| 2 | Johan van der Velde | TI-Raleigh-Creda | + 56"      |
| 3 | Jesús Suárez Cueva  | Kelme            | m. t.      |

|   | Ciclista            | Equip               | Temps       |
| - | ------------------- | ------------------- | ----------- |
| 1 | Pere Muñoz          | Zor-Helios-Novostil | 15h 10' 40" |
| 2 | Marino Lejarreta    | Teka                | + 02"       |
| 3 | Johan van der Velde | TI-Raleigh-Creda    | + 07"       |

### 4a etapa[5]
07-09-1981: Manlleu - Llacs de Tristaina (AND), 180,5 km.:
|   | Ciclista            | Equip               | Temps      |
| - | ------------------- | ------------------- | ---------- |
| 1 | Johan van der Velde | TI-Raleigh-Creda    | 5h 59' 44" |
| 2 | Pere Muñoz          | Zor-Helios-Novostil | m. t.      |
| 3 | Marino Lejarreta    | Teka                | + 18"      |

|   | Ciclista            | Equip               | Temps       |
| - | ------------------- | ------------------- | ----------- |
| 1 | Pere Muñoz          | Zor-Helios-Novostil | 21h 10' 24" |
| 2 | Johan van der Velde | TI-Raleigh-Creda    | + 07"       |
| 3 | Marino Lejarreta    | Teka                | + 20"       |

### 5a etapa[5]
08-09-1981: Coll de Nargó - Lleida, 179,5 km. :
|   | Ciclista         | Equip               | Temps      |
| - | ---------------- | ------------------- | ---------- |
| 1 | Serge Demierre   | Cilo-Aufina         | 4h 38' 16" |
| 2 | Faustino Rupérez | Zor-Helios-Novostil | + 01"      |
| 3 | Marc Sergeant    | Boule d'Or-Colnago  | + 16' 04"  |

|   | Ciclista         | Equip               | Temps       |
| - | ---------------- | ------------------- | ----------- |
| 1 | Faustino Rupérez | Zor-Helios-Novostil | 25h 52' 17" |
| 2 | Serge Demierre   | Cilo-Aufina         | + 6' 21"    |
| 3 | Pere Muñoz       | Zor-Helios-Novostil | + 13' 33"   |

### 6a etapa[6]
09-09-1981: Lleida – Salou, 184,3 km.:
|   | Ciclista            | Equip              | Temps      |
| - | ------------------- | ------------------ | ---------- |
| 1 | Guy Janiszewski     | Boule d'Or-Colnago | 4h 38' 42" |
| 2 | Ricardo Zúñiga      | Reynolds           | m. t.      |
| 3 | Johan van der Velde | TI-Raleigh-Creda   | + 8' 33"   |

|   | Ciclista         | Equip               | Temps       |
| - | ---------------- | ------------------- | ----------- |
| 1 | Faustino Rupérez | Zor-Helios-Novostil | 30h 39' 20" |
| 2 | Serge Demierre   | Cilo-Aufina         | + 6' 21"    |
| 3 | Pere Muñoz       | Zor-Helios-Novostil | + 13' 33"   |

### 7a etapa A[7]
10-09-1981: Vilafranca del Penedès – Vilafranca del Penedès, 36,9 km. (CRI):
| Resultat de la 7a etapa A \| \| Ciclista \| Equip \| Temps \| \| - \| ----------------- \| ----------- \| -------- \| \| 1 \| Serge Demierre \| Cilo-Aufina \| 51' 02" \| \| 2 \| Marino Lejarreta \| Teka \| + 1' 08" \| \| 3 \| Alberto Fernández \| Teka \| + 1' 24" \| |                   |             |          |
| | Ciclista          | Equip       | Temps    |
| 1 | Serge Demierre    | Cilo-Aufina | 51' 02"  |
| 2 | Marino Lejarreta  | Teka        | + 1' 08" |
| 3 | Alberto Fernández | Teka        | + 1' 24" |

### 7a etapa B[7]
10-09-1981: Vilafranca del Penedès – Manresa, 126,0 km.:
|   | Ciclista       | Equip            | Temps      |
| - | -------------- | ---------------- | ---------- |
| 1 | Ludo Peeters   | TI-Raleigh-Creda | 3h 23' 00" |
| 2 | Josef Wehrli   | Cilo-Aufina      | m. t.      |
| 3 | Eulalio García | Teka             | m. t.      |

|   | Ciclista         | Equip               | Temps       |
| - | ---------------- | ------------------- | ----------- |
| 1 | Faustino Rupérez | Zor-Helios-Novostil | 34h 56' 11" |
| 2 | Serge Demierre   | Cilo-Aufina         | + 3' 32"    |
| 3 | Marino Lejarreta | Teka                | + 12' 22"   |

## Classificació General
|    | Ciclista            | Equip               | Temps       |
| -- | ------------------- | ------------------- | ----------- |
| 1  | Faustino Rupérez    | Zor-Helios-Novostil | 34h 56' 11" |
| 2  | Serge Demierre      | Cilo-Aufina         | + 3' 32"    |
| 3  | Marino Lejarreta    | Teka                | + 12' 22"   |
| 4  | Johan van der Velde | TI-Raleigh-Creda    | + 12' 43"   |
| 5  | Vicent Belda        | Kelme               | + 15' 56"   |
| 6  | Alberto Fernández   | Teka                | + 16' 58"   |
| 7  | Erwin Lienhard      | Cilo-Aufina         | + 18' 37"   |
| 8  | Ismael Lejarreta    | Teka                | + 18' 39"   |
| 9  | Jesús Suárez Cueva  | Kelme               | + 20' 52"   |
| 10 | Ricardo Zúñiga      | Reynolds            | + 21' 24"   |

## Classificacions secundàries
|   | Ciclista         | Equip               | Punts    |
| - | ---------------- | ------------------- | -------- |
| 1 | Marino Lejarreta | Teka                | 65 punts |
| 2 | Vicent Belda     | Kelme               | 49 punts |
| 3 | Ángel Arroyo     | Zor-Helios-Novostil | 35 punts |

|   | Ciclista       | Equip       | Punts    |
| - | -------------- | ----------- | -------- |
| 1 | Vicent Belda   | Kelme       | 20 punts |
| 2 | Juan Fernández | Kelme       | 12 punts |
| 3 | Serge Demierre | Cilo-Aufina | 8 punts  |

|   | Ciclista            | Equip            | Punts    |
| - | ------------------- | ---------------- | -------- |
| 1 | Johan van der Velde | TI-Raleigh-Creda | 63 punts |
| 2 | Serge Demierre      | Cilo-Aufina      | 41 punts |
| 3 | Marino Lejarreta    | Teka             | 36 punts |

|   | Equip               | Nacionalitat | Temps        |
| - | ------------------- | ------------ | ------------ |
| 1 | Zor-Helios-Novostil | Espanya      | 105h 27' 12" |
| 2 | Cilo-Aufina         | Suïssa       | + 4' 23"     |
| 3 | Teka                | Espanya      | + 6' 48"     |